# Saint-Pé-de-Bigorre
Saint-Pé-de-Bigorre (Sent Pèr o Sent Pèr de Bigòrra in occitano) è un comune francese di 1 286 abitanti situato nel dipartimento degli Alti Pirenei nella regione dell'Occitania.

## Monumenti e luoghi d'interesse
- Abbazia di Saint-Pé-de-Bigorre
- Grotte di Bétharram

## Società

### Evoluzione demografica
Abitanti censiti